# Dekorum

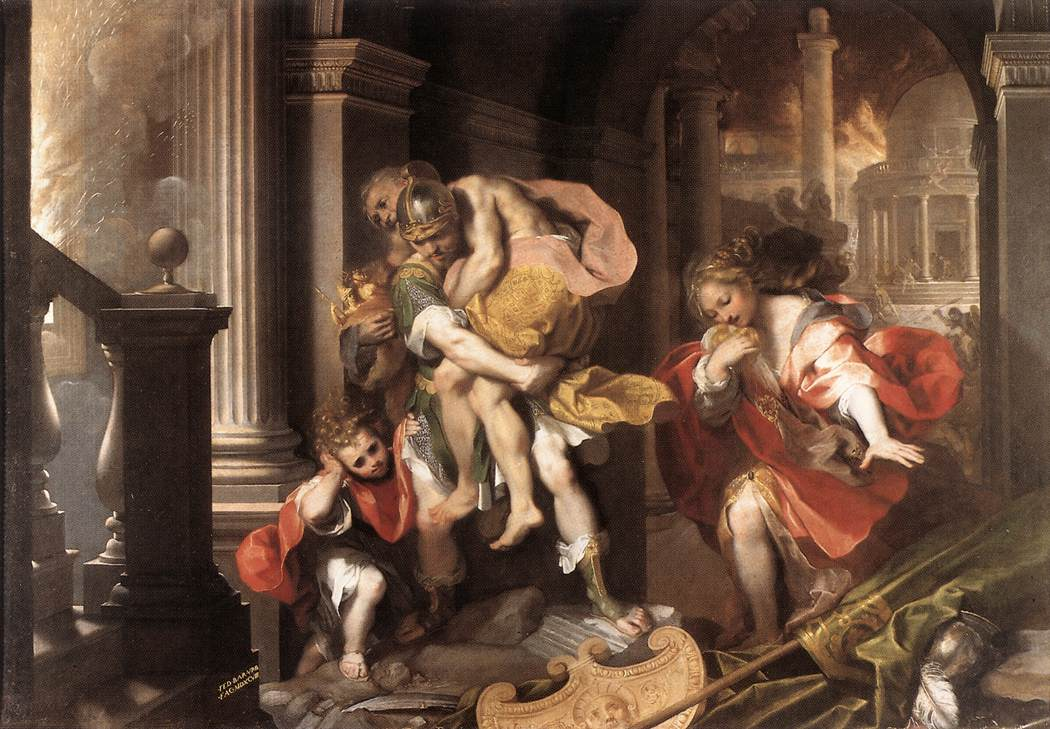
Aeneiden, urbilden för hög stil i den klassiska poetiken. Federico Barocci, Aeneas flykt.

Dekorum, latin decorum, är inom klassisk litterär estetik en term som avser vad som är passande, och i överförd bemärkelse vad som är socialt passande i en situation. Att bryta mot genrens givna dekorum, kallas stilbrott.
Aristoteles behandlar dekorum gällande retorik och poetik i sin Poetiken, liksom Horatius gör i Ars Poetica. Dekorum innebär i detta sammanhang vad som är en lämplig stil i en given litterär kontext, till exempel att en komisk figur inte passar i en tragedi. Stilar delades senare under antiken in i tre nivåer: hög, medel och låg stil. Dessa nivåer ägde olika språkstilar, och borde inte blandas, fastslog estetiken. De tre nivåerna exemplifierades med tre verk av Vergilius: Aeneiden, Georgica och Bucolica, "Vergilius hjul", sedermera omdefinierat som epik (hög stil), didaktik (medel), och pastoral (låg). Stilistiskt sett var det ett brott att blanda från dessa stilar. Lyriken blev så småningom den litterära form som i högst grad avviker från de andra, med ord och meningsbyggnader som aldrig förekommer i annan litteratur. Under modernismen och senare har dock denna estetik utmanats och revolterats emot.
För dramats vidkommande har dekorum även inbegripit vilka handlingar som anses passande eller opassande för scenen, däribland det franskklassiska kravet på de tre enheterna (tid, rum och handling).